# 博尔塞湖 (土卫六)
博尔塞纳湖（Bolsena Lacus）是在土星最大的卫星土卫六上发现的众多碳氢化合物湖之一。
博尔塞纳湖位于土卫六北极附近，其中心坐标为北纬75.75度、西经10.28度，测量长度为101公里，在它所位于的北极区，发现了土卫六上大部分的大型湖泊。
该湖泊由液体甲烷和乙烷组成 并被“卡西尼-惠更斯号”探测到，2007年被以意大利博尔塞纳湖命名。